# Basttjärnen, Hanebo
Basttjärnen i Hanebo är en tjärn i sydöstra delen av Bollnäs kommun i Hälsingland och ingår i Ljusnans huvudavrinningsområde. Den har inte ingått i de robotskapade insjöarna på grund av ringa storlek. Tjärnen har inget synligt tillopp utan bara ett litet utlopp i form av ett dike till den intilliggande Iglatjärnen. Strax norr om tjärnen passerar den del av Hälsingeleden som går mellan Gammelbodarna och Norrlandsporten.